# Bourne (serie di film)

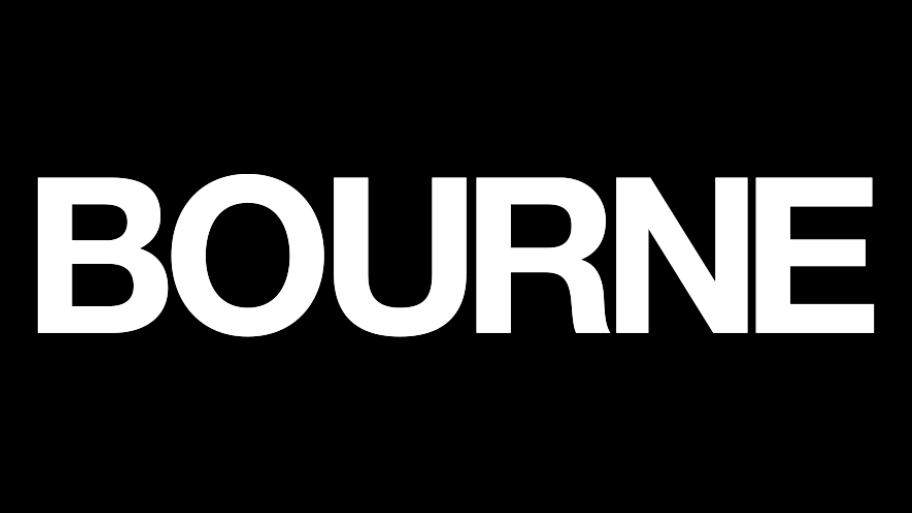
Logo della serie

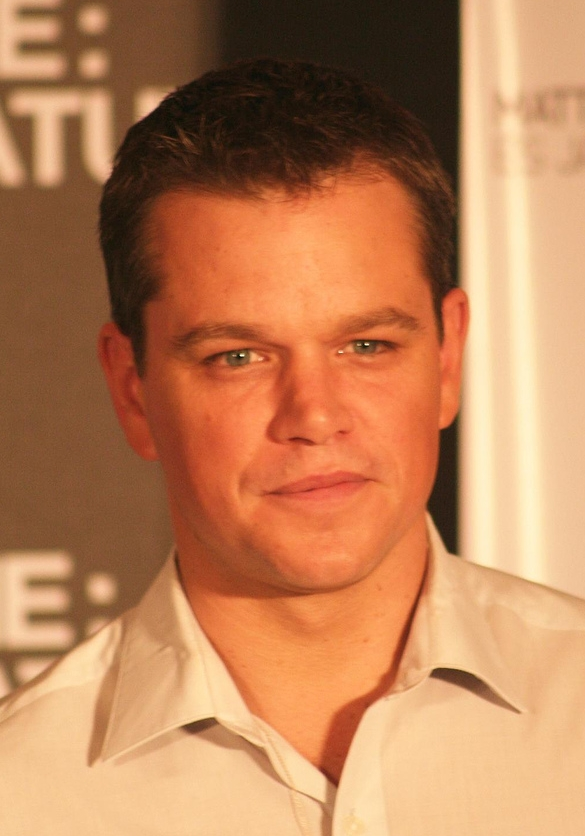
Matt Damon, protagonista della serie

Bourne è il nome con il quale viene identificata una serie cinematografica statunitense diretta da Paul Greengrass e interpretata da Matt Damon; il soggetto delle pellicole sono gli omonimi romanzi di Robert Ludlum, scritti durante gli anni 80 del XX secolo, mentre la sceneggiatura è affidata a Tony Gilroy.
La saga, prodotta e distribuita nelle sale cinematografiche da Universal Studios, conta quattro capitoli principali, ovvero The Bourne Identity (2002), The Bourne Supremacy (2004), The Bourne Ultimatum - Il ritorno dello sciacallo (2007) e Jason Bourne (2016), e uno spin-off dal titolo The Bourne Legacy (2012).

## Soggetto
Jason Bourne è un ex agente della CIA affetto da amnesia in seguito alle ferite riportate nel corso della sua ultima missione, conclusasi senza essere mai stata portata a termine; svegliatosi a bordo di un peschereccio che l'aveva recuperato in mare privo di sensi, Bourne viaggia per il mondo a caccia della propria identità.
Bourne si scopre dotato di alcune sorprendenti abilità come l'utilizzo di armi da fuoco, un innato senso dell'orientamento e la guida dei più svariati mezzi di trasporto; in seguito, queste abilità vengono potenziate grazie all'assunzione di farmaci e allo sviluppo di tecniche di controllo mentale.

## Film
| Film                                              | Data di uscita USA | Regia            | Sceneggiatura                             | Produttori                                                                                 |
| Serie principale                                  | Serie principale   | Serie principale | Serie principale                          | Serie principale                                                                           |
| ------------------------------------------------- | ------------------ | ---------------- | ----------------------------------------- | ------------------------------------------------------------------------------------------ |
| The Bourne Identity                               | 14 giugno 2002     | Doug Liman       | Tony Gilroy, Wiliam Blake Herron          | Doug Liman, Patrick Crowley, Richard N. Gladstein                                          |
| The Bourne Supremacy                              | 23 luglio 2004     | Paul Greengrass  | Tony Gilroy                               | Patrick Crowley, Frank Marshall, Paul Sandberg                                             |
| The Bourne Ultimatum - Il ritorno dello sciacallo | 3 agosto 2007      | Paul Greengrass  | Tony Gilroy, Scott Z. Burns, George Nolfi | Patrick Crowley, Frank Marshall, Paul Sandberg                                             |
| Jason Bourne                                      | 29 luglio 2016     | Paul Greengrass  | Paul Greengrass, Christopher Rouse        | Matt Damon, Gregory Goodman, Paul Greengrass, Frank Marshall, Ben Smith, Jeffrey M. Weiner |
| Spin-off                                          |                    |                  |                                           |                                                                                            |
| The Bourne Legacy                                 | 10 agosto 2012     | Tony Gilroy      | Tony Gilroy, Dan Gilroy                   | Patrick Crowley, Frank Marshall, Ben Smith, Jeffrey M. Weiner                              |

### Serie principale

#### The Bourne Identity
Un peschereccio ritrova in mare il corpo di un uomo, ancora in vita: il misterioso individuo soffre di amnesia, e ha due pallottole conficcate nella schiena. L'uomo scopre di chiamarsi Jason Bourne, ma non ricorda nulla del suo passato. Inspiegabilmente braccato da sicari spietati, Bourne fugge per l'Europa a caccia della sua identità, aiutato soltanto dalla giovane Marie.

#### The Bourne Supremacy

Jason Bourne nel secondo film

Bourne si è rifugiato in India, insieme a Marie. Nonostante l'apparente serenità trovata dai due, Jason è tormentato da terribili incubi legati al suo misterioso passato. Bourne e Marie si sentono ormai al sicuro dagli uomini che hanno tentato di ucciderli, ma la loro nuova vita viene inaspettatamente sconvolta dall'arrivo di un misterioso cecchino: Bourne riesce a salvarsi, ma non Marie. A questo punto Jason, deciso più che mai a vendicare Marie, ritorna in Europa con l'intenzione di fermare una volta per tutte gli uomini che da tempo gli stanno dando la caccia, e chiudere così per sempre i conti con il proprio passato.

#### The Bourne Ultimatum - Il ritorno dello sciacallo
Dopo aver finalmente appreso la verità sul suo passato, Bourne è deciso più che mai a scoprire chi e perché lo ha trasformato in una perfetta e spietata macchina da guerra. Bourne deve comunque ancora guardarsi le spalle da dei nuovi e misteriosi individui, che continuano a dargli la caccia con un solo obiettivo: ucciderlo.

#### Jason Bourne
Jason vive tranquillo in Grecia, dove si guadagna da vivere partecipando ad incontri clandestini di boxe. Un giorno viene avvicinato da Nicky Parsons che, hackerando il sistema della Cia, ha trovato dei file inerenti al programma di cui ha fatto parte e alcune informazioni riguardo alla sua vecchia e reale identità, ma viene uccisa da un killer professionista mandato dal direttore della Cia Robert Dewey. Tirato di nuovo in ballo, e comprendendo di essere tornato un bersaglio da eliminare, Jason viaggia attraverso l'Europa per poi ritornare negli Usa (aiutato da un'agente della sicurezza informatica della Cia stessa che ha contribuito a trovarlo, Heater Lee) per sistemare la questione una volta per tutte.

### Spin-off

#### The Bourne Legacy

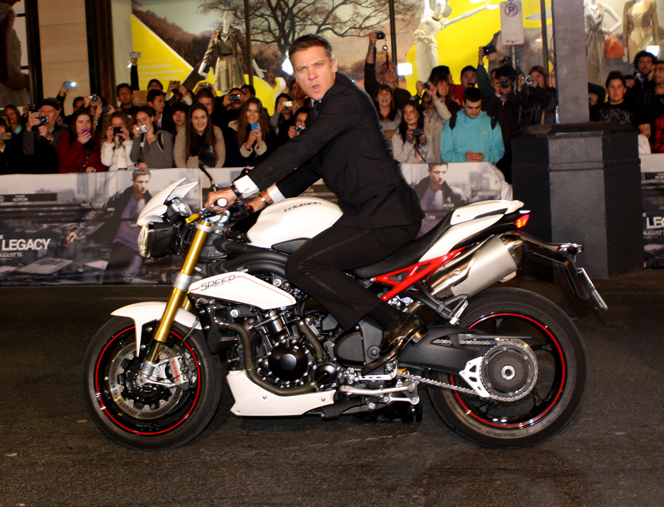
Jeremy Renner interpreta Aaron Cross in The Bourne Legacy

Inchieste giornalistiche e le stesse azioni di Jason Bourne stanno portando alla luce dell'opinione pubblica statunitense l'esistenza di diversi programmi governativi atti ad addestrare nuovi agenti dormienti, alcuni di loro geneticamente modificati. Di questi fa parte Aaron Cross, di fatto trattato come una cavia da laboratorio. Le sue abilità fisiche e intellettuali fuori dal comune gli permettono di sfuggire ai tentativi dei vertici militari di mettere a tacere la cosa, fuggendo da loro assieme a Marta, una delle scienziate del programma.

## Personaggi e interpreti
- La cella vuota e grigia scura indica che il personaggio non è presente nel film
- A indica un'apparizione attraverso filmati o audio d'archivio
- P indica un'apparizione in fotografie sullo schermo

| Personaggio       | Serie principale         | Serie principale     | Serie principale                                  | Serie principale | Spin-off               |
| Personaggio       | The Bourne Identity      | The Bourne Supremacy | The Bourne Ultimatum - Il ritorno dello sciacallo | Jason Bourne     | The Bourne Legacy      |
| ----------------- | ------------------------ | -------------------- | ------------------------------------------------- | ---------------- | ---------------------- |
| Jason Bourne      | Matt Damon               | Matt Damon           | Matt Damon                                        | Matt Damon       | Matt DamonP            |
| Nicky Parsons     | Julia Stiles             | Julia Stiles         | Julia Stiles                                      | Julia Stiles     |                        |
| Marie Kreutz      | Franka Potente           | Franka Potente       | Franka PotenteA                                   |                  |                        |
| Ward Abbott       | Brian Cox                | Brian Cox            |                                                   |                  |                        |
| Daniel Zorn       | Gabriel Mann             | Gabriel Mann         |                                                   |                  |                        |
| Alexander Conklin | Chris Cooper             |                      | Chris CooperP                                     |                  |                        |
| Nykwana Wombosi   | Adewale Akinnuoye-Agbaje |                      | Adewale Akinnuoye-AgbajeP                         |                  |                        |
| The Professor     | Clive Owen               |                      |                                                   |                  |                        |
| Giancarlo         | Orso Maria Guerrini      |                      |                                                   |                  |                        |
| Eamon             | Tim Dutton               |                      |                                                   |                  |                        |
| Pamela Landy      |                          | Joan Allen           | Joan Allen                                        |                  | Joan Allen             |
| Tom Cronin        |                          | Tom Gallop           | Tom Gallop                                        |                  | Tom GallopA            |
| Kirill            |                          | Karl Urban           |                                                   |                  |                        |
| Jarda             |                          | Marton Csokas        |                                                   |                  |                        |
| Yuri Gretkov      |                          | Karel Roden          |                                                   |                  |                        |
| Albert Hirsch     |                          |                      | Albert Finney                                     | Albert FinneyA   | Albert FinneyA         |
| Noah Vosen        |                          |                      | David Strathairn                                  |                  | David Strathairn       |
| Ezra Kramer       |                          |                      | Scott Glenn                                       |                  | Scott Glenn            |
| Simon Ross        |                          |                      | Paddy Considine                                   |                  | Paddy ConsidineA       |
| Ray Wills         |                          |                      | Corey Johnson                                     |                  | Corey Johnson          |
| Paz               |                          |                      | Édgar Ramírez                                     |                  |                        |
| Desh Bouksani     |                          |                      | Joey Ansah                                        |                  |                        |
| Neil Daniels      |                          |                      | Colin Stinton                                     |                  |                        |
| Martin Kreutz     |                          |                      | Daniel Brühl                                      |                  |                        |
| Robert Dewey      |                          |                      |                                                   | Tommy Lee Jones  |                        |
| Heather Lee       |                          |                      |                                                   | Alicia Vikander  |                        |
| Asset             |                          |                      |                                                   | Vincent Cassel   |                        |
| Aaron Kalloor     |                          |                      |                                                   | Riz Ahmed        |                        |
| Craig Jeffers     |                          |                      |                                                   | Ato Essandoh     |                        |
| Edwin Russell     |                          |                      |                                                   | Scott Shepherd   |                        |
| Richard Webb      |                          |                      |                                                   | Gregg Henry      |                        |
| Aaron Cross       |                          |                      |                                                   |                  | Jeremy Renner          |
| Marta Shearing    |                          |                      |                                                   |                  | Rachel Weisz           |
| Byer              |                          |                      |                                                   |                  | Edward Norton          |
| Outcome 3         |                          |                      |                                                   |                  | Oscar Isaac            |
| Dita Mandy        |                          |                      |                                                   |                  | Donna Murphy           |
| Turso             |                          |                      |                                                   |                  | Stacy Keach            |
| Terrence Ward     |                          |                      |                                                   |                  | Dennis Boutsikaris     |
| LARX-3            |                          |                      |                                                   |                  | Louis Ozawa Changchien |

## Accoglienza

### Incassi
| Film                                              | Data di uscita USA | Incassi ($)  | Incassi ($)    | Incassi ($) | Budget ($) |
| Film                                              | Data di uscita USA | Nord America | Internazionale | Mondiale    | Budget ($) |
| ------------------------------------------------- | ------------------ | ------------ | -------------- | ----------- | ---------- |
| The Bourne Identity                               | 14 giugno 2002     | 121661683    | 92372541       | 214034224   | 60000      |
| The Bourne Supremacy                              | 23 luglio 2004     | 176241941    | 114593328      | 290835269   | 75000      |
| The Bourne Ultimatum - Il ritorno dello sciacallo | 3 agosto 2007      | 227471070    | 216628965      | 444100035   | 110000     |
| Jason Bourne                                      | 29 luglio 2016     | 162434410    | 253050504      | 415484914   | 120000     |
| The Bourne Legacy                                 | 10 agosto 2012     | 113203870    | 162940880      | 276144750   | 125000     |
| Totale                                            | Totale             | 801012974    | 839586218      | 1640599192  | 490000     |

### Critica
| Film                                              | Rotten Tomatoes      | Metacritic         | CinemaScore |
| ------------------------------------------------- | -------------------- | ------------------ | ----------- |
| The Bourne Identity                               | 84% (194 recensioni) | 68 (38 recensioni) | A-          |
| The Bourne Supremacy                              | 82% (197 recensioni) | 73 (39 recensioni) | A-          |
| The Bourne Ultimatum - Il ritorno dello sciacallo | 92% (268 recensioni) | 85 (38 recensioni) | A           |
| Jason Bourne                                      | 55% (328 recensioni) | 58 (50 recensioni) | A-          |
| The Bourne Legacy                                 | 56% (235 recensioni) | 61 (42 recensioni) | B           |

## Altri media

### Serie TV
Treadstone è una serie televisiva ambientata nell'universo di Bourne; è andata in onda su USA Network dal 24 settembre al 17 dicembre 2019.